# Тюкан
Тюка́н — станция (населённый пункт) в Бурейском районе Амурской области России. Входит в Муниципальное образование «Рабочий посёлок (пгт) Бурея».

## География
Станция Тюкан расположена в западном направлении от административного центра муниципального образования пос. Бурея, расстояние по железной дороге — около 22 км.
Стоит в долине реки Средний Тюкан (приток реки Тюкан, бассейн Буреи).
Автомобильная дорога к станции Тюкан идёт на юго-восток от села Валуево Завитинского района, расстояние — около 14 км.

## Население
| 2002 | 2010 | 2012 | 2013 | 2014 | 2015 | 2016 |
| ---- | ---- | ---- | ---- | ---- | ---- | ---- |
| 34   | ↘11  | →11  | →11  | ↘8   | ↘6   | →6   |
| 2017 | 2018 |      |      |      |      |      |
| →6   | →6   |      |      |      |      |      |

## Инфраструктура
Станция Тюкан Забайкальской железной дороги.